# نکمیر
نکمیر (به چکی: Nekmíř) یک منطقهٔ مسکونی در جمهوری چک است که در ناحیه پلزن-شمالی واقع شده‌است. نکمیر ۹٫۸۴ کیلومتر مربع مساحت و ۴۳۶ نفر جمعیت دارد و ۴۴۲ متر بالاتر از سطح دریا واقع شده‌است.